# ゆめタウン下松
ゆめタウン下松（ゆめタウンくだまつ）は、山口県下松市中央町に所在する、イズミが運営するショッピングセンター「ゆめタウン」の店舗。
1993年（平成5年）11月5日に「特定商業集積整備法」の認定第1号で、西友を核店舗とするショッピングセンター「ザ・モール周南」として開店した。
西友の持ち分をイズミが取得したことに伴い、2018年（平成30年）8月1日に「ゆめタウン」に変更された。

## 歴史・概要

### 末武貯油所の移転で日石広場が誕生
日本石油精製の貯油所が、1974年（昭和49年）に完成した埋立地に造成された東海岸通の工業団地に移設され、1975年（昭和50年）4月20日から日本石油精製末武貯油所の解体工事が開始された。
末武貯油所跡地の北半分の約50,000m2を無償で借り受けて、1978年（昭和53年）10月9日に運動場やイベント用地となる「日石広場」が整備された。

### 下松タウンセンター構想の始まり
ところが、1987年（昭和62年）3月に他のスーパーが出店を計画したことから、日本石油精製が使用貸借契約の解除予告書を下松市長に提出したが、食品スーパーでは地域の活性化に繋がらないとして下松商工会議所が反対し、下松市に土地の取得を申し入れて受諾したのが始まりである。
1988年（昭和63年）3月に下松市が、下松市総合計画の中で「下松シンボルゾーン構想」を発表。その中核の一つである「下松タウンセンター構想」に基づき、日本石油精製末武貯油所跡の「日石広場」の場所に商業・文化集積が整備されることとなった。
背景には、不況による人口減少と、徳山市の商圏となって消費が近隣都市に流出している状況があった。
同年8月に日本石油精製に土地の譲渡を正式に申し入れ、同年10月8日に第三セクターの「下松商業開発株式会社」が設立され、下松市・地元の出店者・中小企業事業団（現・中小企業基盤整備機構）が出資した。
そして、同年10月に「長浜楽市」を成功させた西友を核店舗として招致し、
同年12月に土地の売買契約を締結し、翌年の1989年（平成元年）2月には西友が文書で受諾した。
しかし、敷地が住居地域であったため、再開発地区制度を利用して商業地域並みの容積率400%で大規模の商業施設が可能となるよう手続きが進められた。
なお、この構想は「長浜楽市」をモデルとして進められており、1990年（平成2年）6月14日に「下松商業開発株式会社」が西友を核店舗とする「西の京楽市」として大規模小売店舗法に基づく届出を行った。
西友が82.5%を出資したほか下松市・山口銀行・西京銀行が各5%、下松商業開発が2.5%を出資して、1992年（平成4年）1月28日に「下松タウンセンター開発株式会社」が設立され、同年3月27日に民活法の高度商業基盤施設の認定を受けた。
同年6月に「下松商業開発株式会社」が中小小売商業振興法の認定を受けた。
そして、補助金の活用の関係で健康文化センターー（スターピアくだまつ）を先行して着工し、商業施設部分は手続き上増床の形で進められることになった。
この整備には
なお、建設用地は下松市が日本石油精製から約25億3300万円で取得して、「下松商業開発株式会社」には金利を含む原価に当たる2億2400万円で譲渡し、「下松タウンセンター開発株式会社」には周辺道路の整備効果による価値向上分を上乗せする形で約36億円で譲渡した。
「下松商業開発株式会社」と「下松タウンセンター開発株式会社」がデベロッパーとなり、同年7月に着工して1993年（平成5年）11月に竣工した。
「下松タウンセンター開発株式会社」の総投資額は約174億円で、そのうちの立体駐車場などの商業基盤整備費用約40億円については、補助金が5%の約2億円、無利子融資が50%の約20億円、低利融資が20%の約8億円と約30億円の公的資金が活用されたほか、通常の商業施設部分の投資額の50%についても低利融資が活用された。
「下松商業開発株式会社」の総投資額は約21億円で、そのうち約15億円は中小企業事業団の無利子融資で、下松市と中小企業事業団が各1億円を出資しており、約17億円の公的資金を活用することが出来たため、地元商業者の出資分もあったことから、一般の借入金は約1億円から2億円に留められた。
また、下松市が整備した健康文化センターー（スターピアくだまつ）や周辺道路整備などに約48億円掛かったが、交流センター部分に約2億4000万円の補助金を受けたほか、優良再開発建築物整備推進事業の適用を受けて設計費や周辺整備費に対して約9億円の補助金を活用した。

### ザ・モール周南の開業
約1,000席の文化ホール・展示ホール・保健センター・休日診療所・会議室などのある財団法人下松市文化振興財団が運営する「下松健康文化センター・スターピアくだまつ」が1993年（平成5年）11月1日に開館し、同月5日に西友のショッピングセンター業態である「ザ・モール周南」として開業した。
595年（推古3年）に百済からの渡来人が通り掛かった際に松の木に星が降りて光輝いた「降松」が下松となったという伝説があり、その伝説に基づいて星のイメージを活用したデザインとされた。
外観にはイベリア半島のイスラム建築風のアーチを配しており、正面から見て左側から、「下松健康文化センター・スターピアくだまつ」、下松商業開発の管理・運営する「星プラザ」、西友とザ・モール専門店街、飲食店・遊戯施設・医院などが入る「食遊館」が配置されていた。
内部には星をテーマとした「星の広場」・海をテーマとした「海の広場」・森をテーマとした「森の広場」という3つの吹き抜け広場を設けて、そこに配されたエスカレーターをフロアを移動する主導線とする設計となっていた。
本館の店舗は西友周南店とザ・モール専門店街に加えて「星の広場」を中心とした地元商店が入居した専門店街「星プラザ」が設けられていた。
また、LED照明で演出されたプロムナードや、広めの正面前庭にはパームツリーが植えられて噴水があり、約11,242m2の多目的広場や子供遊園地、トイレなどが設けられていた。
約15,000本の植栽が施した幅8mの緑地帯を南側に配置し、幅16m・東西260mの遊歩道を設けた。
駐車場は入出庫に伴う渋滞を避ける地下道を設け、上層階の駐車場へも利用しやすい緩やかなスロープを採用した。
また、ラジオ放送用のサテライトスタジオ「銀河」も設けられており、開業に合わせて、山口放送がラジオ番組「宇宙船かたつむり発進‼」の放送を開始した。
その他にも、高山エネルギーが、ショッピングセンター内では日本初の本格的ガソリンスタンド「 下松タウンセンターサービスステーション」を出店した。
なお、下松タウンセンター開発と下松商業開発の2社で運営協議会を作ってオペレーションセンターを設け、共同運営する形態で開業した。
ザ・モール周南の開業を境に、下松市では大型店舗の進出が相次ぎ、周南市・光市一帯を商圏に取り込むことに成功した。また、周辺の宅地開発も進み、2000年（平成12年）以降は、市の人口も増加傾向に転じた。一方で、市内の下松駅周辺にそれまで存在していた商業機能は大きく衰退した。
しかし、来店客数は約5,613,000人と目標を上回ったものの、西友とザ・モール周南専門店街合計の売上高が目標の約84%の約118億円に留まり、星プラザを合わせても約86%の約147億円に留まるなど、開業初年から売上が伸び悩むことになった。
1998年（平成10年）秋にサンリブ下松が開業して一部の消費者が流出したため、同年9月7日に拡張工事を開始し、南西平面駐車場に、1999年（平成11年）3月20日にシネマコンプレックスのMOVIX周南が開業した。
この開業に合わせて日本石油がMOVIX周南に電器と熱を供給すると共に既存施設部分にも熱を供給するコジェネレーション設備を整備した。
さらに、「下松タウンセンター開発株式会社」の建設した建物に、2000年（平成12年）12月には北西の従業員駐車場敷地にヤマダ電機テックランド ザ・モール周南店が開業した。
2009年（平成21年）には、下松タウンセンター開発が西友の100%出資となった。その後同社は、合同会社に改組ののち解散したため、下松商業開発の所有範囲を除く本施設は、西友による所有となった。

### イズミへの譲渡
開業後25年にわたって下松市の商業の中心としての役割を担ってきたが、西友は、中国地方唯一の店舗という立地から、効率化の面で強みを発揮しにくい状態となっていた。こうしたことを背景に、2018年（平成30年）2月1日付けで、西友と、総合スーパー大手のイズミとの間で、下松商業開発の所有範囲を除く当店舗の譲渡契約が交わされた。
同年5月15日に核テナントの「西友周南店」が閉店し、同年7月31日にザ・モール周南としての営業を終了した。

### ゆめタウン下松として
西友の閉店後も、専門店街・食遊館のほとんどのテナントや、MOVIX周南および下松商業開発の所有範囲である星プラザは営業を続け、2018年（平成30年）8月1日より、ゆめタウン下松としての営業に移行した。同年10月13日にグランドオープンし、2019年（平成31年）2月5日に新フードコート「瀬戸風フードテラス」を開設した。

## 店舗構成
- 1階・2階・3階・4階（一部） 売場
- 4階・5階・屋上 駐車場

隣接する下松市文化健康センタースターピアくだまつとは1階連絡通路で接続されている。
1階には、周南市に本社を置き下松市を含む周南地域を放送エリアとするコミュニティFM局である、しゅうなんFMのスタジオが設けられている。

### 星プラザ
施設全体の5分の1は、地元第三セクターの下松商業開発株式会社が所有しており、地元商業者を中心とした専門店街「星プラザ」（ほしプラザ）として営業している。店舗面積は3,697m2で、テナント数は41。星プラザの「星」は、下松市の市名の由来にちなんでいる
全体の運営を共同で行うための運営協議会を作ってオペレーションセンターを設けて共同運営しているが、
営業時間や定休日が異なるほか、「星プラザカウンター」を開設して「星プラザポイントカード」を発行するなど開業時から独自の集客努力も行っている。

### MOVIX周南
「ザ・モール周南」時代からあるシネマコンプレックスで、1999年に駐車場の一部を増築して開業。「ザ・モール周南」の「ゆめタウン下松」へのリブランドを前に一度リニューアルしている。
下松市では1952年11月から『下松松竹』という映画館が存在し、その後『下松東映劇場・下松シネマ』へとリブランドされたが、シネコン草創期の1994年に閉館していたため、実質5年ぶりの映画館復活となった。
松竹マルチプレックスシアターズとしては通算2サイト目のシネコンであり、MOVIX六甲閉館翌日の2010年2月1日以降は、MOVIXブランド最古参のシネコンとなった。開館四半世紀で約900万人の利用者がある。
| シアター名 | 座席数 | 車椅子席数 |
| ---------- | ------ | ---------- |
| シアター1  | 210    | 2          |
| シアター2  | 210    | 2          |
| シアター3  | 174    | 2          |
| シアター4  | 174    | 2          |
| シアター5  | 159    | 2          |
| シアター6  | 159    | 2          |
| シアター7  | 450    | 2          |
| 合計       | 1536   | 14         |

## 沿革
- 1988年（昭和63年）
  - 3月 - 下松市が、下松市総合計画の中で「下松シンボルゾーン構想」を発表[8]。
  - 8月 - 日本石油に土地の譲渡を申入[55][55]。
  - 10月8日 - 第三セクターの「下松商業開発株式会社」を設立[17]。
  - 10月[18] - 「長浜楽市」を成功させた西友を核店舗として招致し[19]。
  - 12月 - 土地の売買契約を締結[12]。
- 1989年（平成元年）2月 - 西友が核店舗として出店要請を受諾[55]。
- 1990年（平成2年）6月14日 - 大規模小売店舗法に基づき、「下松商業開発株式会社」が西友を核店舗とする「西の京楽市」として届出[22]。
- 1992年（平成4年）
  - 1月28日 - 「下松タウンセンター開発株式会社」を設立[16]。
  - 3月27日 - 民活法の高度商業基盤施設に認定[23]。
  - 6月 - [24] - 「下松商業開発株式会社」が中小小売商業振興法の認定を受けた[25]。
  - 7月 - 着工[25]。
- 1993年（平成5年）11月5日 - ザ・モール周南開業[7][29]。
- 1999年（平成11年）3月20日 - MOVIX周南（シネマコンプレックス）を増築・開業[42]。
- 2000年（平成12年）12月 - 北西の従業員駐車場敷地にヤマダ電機テックランドザ・モール周南店を開業[44]。
- 2003年（平成15年）7月 - 1階にコミュニティFM局「しゅうなんFM」のスタジオ「しゅうなんFMオープンスタジオ」を開設。[要出典]
- 2009年（平成21年）10月30日 - 下松市が出資分を西友に譲渡し下松タウンセンター開発株式会社が西友の100%出資会社となる[45]。その後同社は合同会社に改組ののち解散[3]。
- 2014年（平成26年）11月16日 - MOVIX周南の『百円の恋』先行上映で武正晴監督が舞台挨拶を行う[56]。
- 2018年（平成30年）
  - 2月1日 - 西友とイズミとの間で、当店舗の譲渡契約を締結[広報 2]。
  - 5月15日 - 核テナントの西友周南店が閉店[広報 3]。
  - 7月31日 - ザ・モール周南としての営業が終了[6]。
  - 8月1日 - ゆめタウン下松として営業を開始[6]。
- 2019年（令和元年） - MOVIX周南で上田慎一郎監督の『スペシャルアクターズ』先行試写会が行われ、同作出演の櫻井麻七（下松市出身）が上田監督と共に舞台挨拶を行った[57]。
- 2020年（令和2年） - 新型コロナウイルス感染症流行の影響により、MOVIX周南が4月17日から5月14日まで臨時休業[58]。
- 2022年（令和4年）4月19日 - MOVIX周南で『凪の島』（同年8月19日封切）の関係者試写会が行われ、長澤雅彦監督らが舞台挨拶を行う[59]。封切後の同年8月21日には主演の新津ちせも長澤監督らと共にMOVIX周南を訪れている[60]。
- 2023年（令和5年）11月5日 - 「ザ・モール周南」から通算して開業30周年を迎えた。

## 下松タウンセンターの施設
- 下松市文化健康センター・スターピアくだまつ（多目的ホール）
- 高山エネルギー 下松タウンセンターSS（ガソリンスタンド）
- ヤマダデンキテックランド周南店（家電量販店）
  - 前述の通り、元々はザ・モールの従業員駐車場だった[44]。

## アクセス
- 自動車 山陽自動車道 徳山東ICから10分
- 徒歩 JR下松駅北口から10分
- バス JR下松駅北口バス停から「JR徳山駅行き」乗車、「下松タウンセンター」下車、徒歩0分。
- バス JR徳山駅北口バス停から「JR下松駅北口行き」乗車、「ザ・モール周南東」下車、徒歩2分。